# لوائح الاتجار الدولي للأسلحة

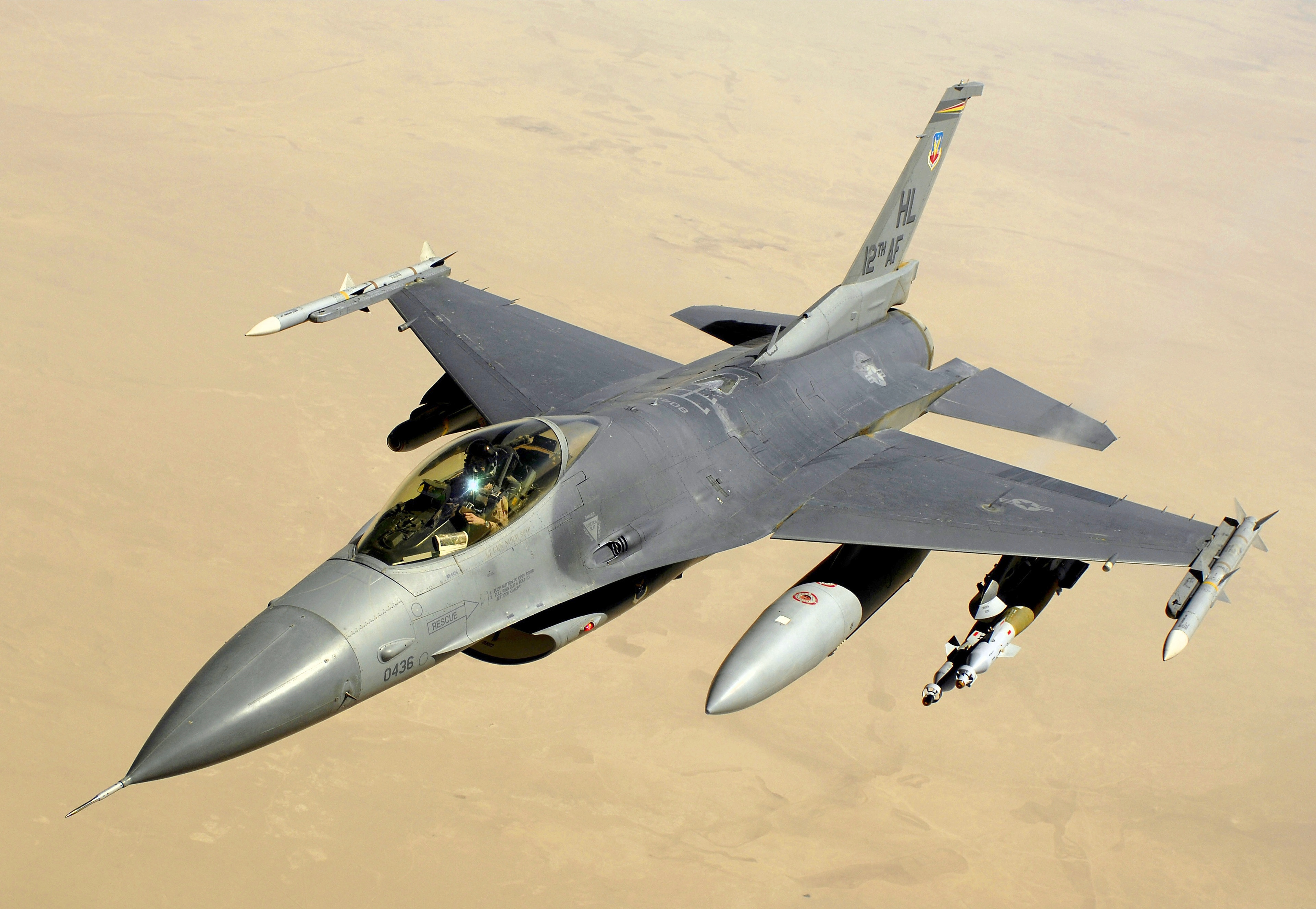
طائرة إمريكية من طراز F16.

لوائح الاتجار الدولي بالأسلحة هي نظام تنظيمي في الولايات المتحدة لتقييد ومراقبة تصدير التكنولوجيا الدفاعية والعسكرية ذات الصلة لحماية الأمن القومي للولايات المتحدة ومزيد من أهداف السياسة الخارجية للولايات المتحدة.

## نبذة
المواد والخدمات المتعلقة بالدفاع في قائمة ذخائر الولايات المتحدة مشمولة باللوائح، التي تنفذ أحكام قانون مراقبة تصدير الأسلحة، ويرد وصفها في الباب 22 (العلاقات الخارجية)، الفصل I (وزارة الخارجية)، الفرع M من قانون اللوائح الفيدرالية.

## التطبيق
يتم تطبيق وتفسير لوائح إدارة التصدير ذات الصلة (قانون اللوائح الفيدرالية، الباب 15، الفصل السابع ) من قبل مكتب الصناعة والأمن في وزارة التجارة. وتشارك وزارة الدفاع أيضا في عملية المراجعة والموافقة.
يتم تنفيذ التطبيق الفعلي لـلوائح الاتجار الدولي للأسلحة (بالإضافة إلى جميع قوانين الاستيراد والتصدير في الولايات المتحدة) من خلال الوكلاء الخاصون للتحقيقات في الأمن الداخلي (الجمارك الأمريكية سابقًا) بموجب إدارة الهجرة والجمارك، وهي وكالة تابعة لوزارة الأمن الداخلي. بالإضافة إلى ذلك، يتفقد موظفو الجمارك وحماية الحدود، التابعون لوزارة الأمن الداخلي أيضًا الواردات والصادرات في معابر الحدود الأمريكية والمطارات الدولية ويفرضون لوائح الاستيراد والتصدير.

## الأهمية

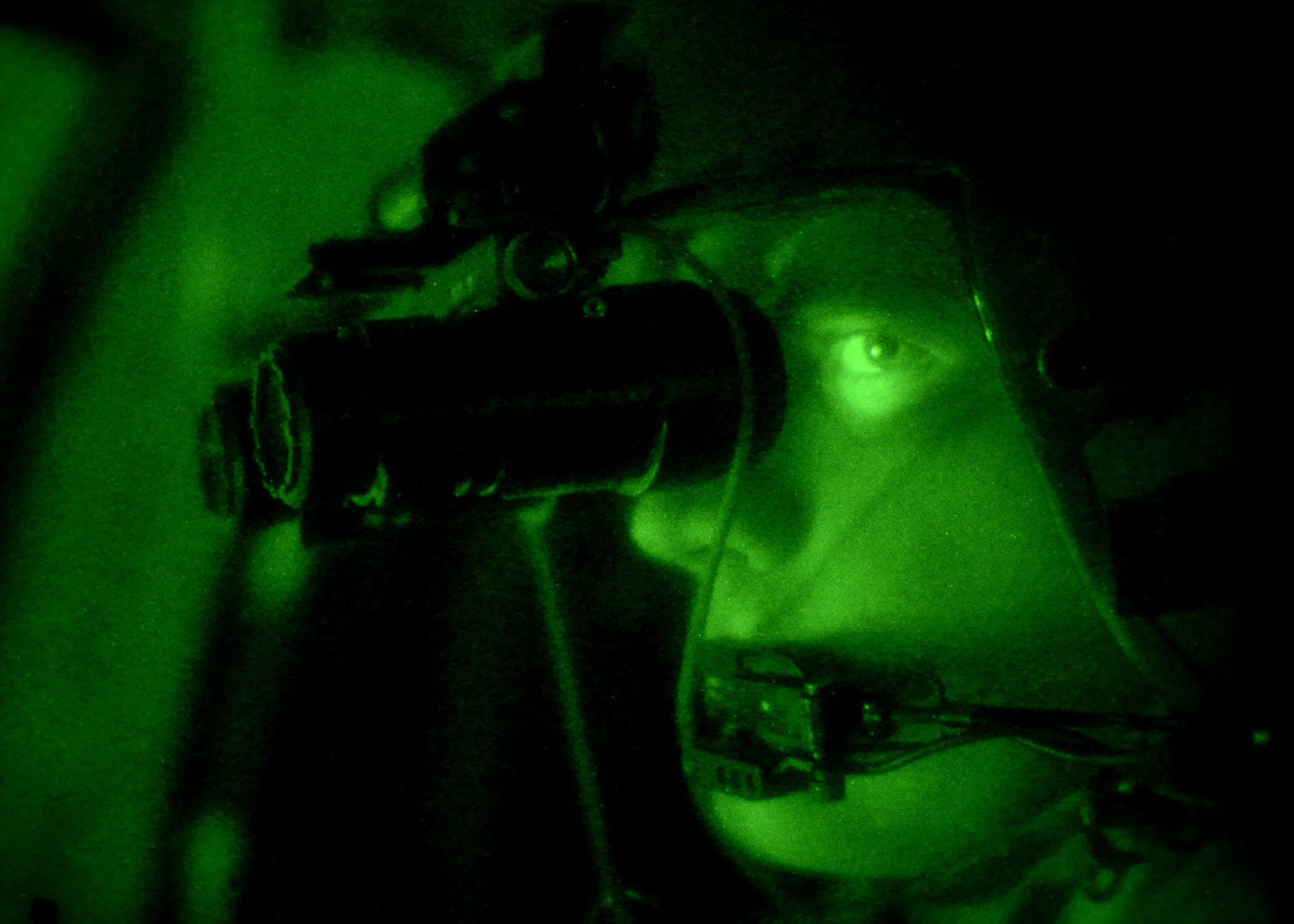
تكنولوجيا الرؤية الليلية

تنص لوائح الاتجار الدولي للأسلحة على أنه لا يجوز مشاركة المعلومات والمواد المتعلقة بالتكنولوجيات الدفاعية والعسكرية (البنود المدرجة في قائمة الذخائر الأمريكية) إلا مع الأشخاص الأمريكيين ما لم يتم الحصول على إذن من وزارة الخارجية أو استخدام إعفاء خاص. يمكن أن يواجه الأشخاص في الولايات المتحدة (بما في ذلك المنظمات) غرامات باهظة إذا لم يكن لديهم إذن أو إعفاء، شريطة أن يتمكن الأشخاص الأجانب من الوصول إلى مقالات أو خدمات أو بيانات دفاعية محمية بموجب لوائح الاتجار الدولي للأسلحة.
تتغير قائمة الذخيرة الأمريكية بمرور الوقت. حتى 1996-1997، صنفت لوائح الاتجار الدولي للأسلحة التشفير القوي كأسلحة وحظرت تصديرها من الولايات المتحدة. اتهمت وزارة الخارجية أنظمة الفضاء / لورال بانتهاك قانون مراقبة تصدير الأسلحة و لوائح الاتجار الدولي للأسلحة ونتيجة لذلك أصبحت التكنولوجيا المتعلقة بالأقمار الصناعية ومركبات الإطلاق محمية بشكل أكثر دقة.
لا تنطبق لوائح الاتجار الدولي للأسلحة على المعلومات المتعلقة بالمبادئ العلمية أو الرياضية أو الهندسية العامة التي يتم تدريسها بشكل شائع في المدارس والكليات أو المعلومات الموجودة في المجال العام. ولا تنطبق على معلومات التسويق العامة أو أوصاف النظام الأساسية.
واجهت التفسيرات الواسعة لهذه الاستثناءات العديد من التحديات القانونية. على سبيل المثال تمت مقاضاة أساتذة الجامعات بسبب انتهاكات قانون مراقبة تصدير الأسلحة كنتيجة للوصول إلى عناصر اليورانيوم المخصب من قبل طلاب الدراسات العليا الأجانب وتمت معاقبة الشركات على انتهاكات مزعومة لـ قانون مراقبة تصدير الأسلحة لفشلها في إزالة عناصر اليورانيوم المخصب بشكل صحيح من المواد المستخدمة.